# Oxypetalum commersonianum
Oxypetalum commersonianum är en oleanderväxtart som först beskrevs av Joseph Decaisne, och fick sitt nu gällande namn av J. Fontella Pereira och E. de Araujo Schwarz. Oxypetalum commersonianum ingår i släktet Oxypetalum och familjen oleanderväxter. Inga underarter finns listade i Catalogue of Life.